# ホセ・アルベルト・カニャス・ルイス＝エレーラ
ホセ・アルベルト・カニャス・ルイス＝エレーラ（スペイン語: José Alberto Cañas Ruiz-Herrera、1987年5月27日 - ）は、スペイン王国アンダルシア州カディス県ヘレス・デ・ラ・フロンテーラ出身のサッカー選手。ポジションはMF。

## クラブ歴

### ベティス
レアル・ベティスの下部組織からCチーム、Bチームとステップアップし、トップチームに上り詰めた。2009年5月3日のアトレティコ・マドリード戦でプリメーラ・ディビシオンに初出場し、トップチームデビュー。しかしこのシーズンにクラブは降格した。
2010-11シーズンはスターティングメンバーは4試合のみであったが、15試合に出場し、プリメーラ復帰に貢献。翌シーズン以降はレギュラーとして活躍した。

### スウォンジー・シティ
2012-13シーズン中の2013年4月にベティスとの契約更新を拒否し、3年契約でスウォンジー・シティAFCに移籍。8月1日のUEFAヨーロッパリーグ 2013-14 予選のマルメFF戦で移籍後初出場。しかし同シーズン末に契約を解除した。

### エスパニョール
2014年9月1日にRCDエスパニョールに3年契約で加入。14日に移籍後初出場。2015-16シーズンは怪我によって出場機会が少なかったが、2シーズンで48試合に出場した。

### PAOK
2016年7月11日に、PAOKテッサロニキに3年契約で加入、移籍金は明らかになっていない。2017年4月2日にプロ初得点。

### レッドスター・ベオグラード
2019年6月25日、レッドスター・ベオグラードに年俸50万ユーロで加入。PAOKとの契約は満了していたため、移籍金は発生していない。

## 私生活
叔父のフアン・ホセ・カニャス・グティエレスもベティスで活躍したサッカー選手。